# Charaxes aubyni
Charaxes aubyni är en fjärilsart som beskrevs av Edward Bagnall Poulton 1926. Charaxes aubyni ingår i släktet Charaxes och familjen praktfjärilar. Inga underarter finns listade i Catalogue of Life.